# Les Orphelins de Huang Shui
Pour plus de détails, voir Fiche technique et Distribution.
Les Orphelins de Huang Shui (The Children of Huang Shi) est un film australo-germano-chinois réalisé par Roger Spottiswoode, sorti en 2008. Il se déroule durant la seconde guerre sino-japonaise (1937 et 1945) et est centré sur George Hogg.

## Synopsis
Durant la seconde guerre sino-japonaise, entre 1937 et 1945, George Hogg, un journaliste britannique sauve la vie de soixante orphelins chinois, avec l'aide d'une infirmière américaine (inspirée de la néo-zélandaise Kathleen Hall) et d'un résistant chinois, Chen Hansheng. Le film retrace leurs parcours à travers la Chine orientale et la chaîne montagneuse de Liu Pan Shan, pour se mettre hors d'atteinte de l'armée impériale japonaise.

## Fiche technique
- Titre original : The Children of Huang Shi
- Titre français : Les Orphelins de Huang Shui
- Réalisateur : Roger Spottiswoode
- Scénariste : Jane Hawksley et James MacManus
- Producteur : Arthur Cohn et Wieland Schulz-Keil
- Directeur de la photographie : Zhao Xiaoding
- Musique : David Hirschfelder
- Monteur : Geoffrey Lamb
- Directeur artistique : Xin Ming Huang et Peta Lawson
- Sociétés de production : Screen Australia, Australian Film Finance Corporation, Ming Productions, Bluewater Pictures, Zero Fiction Film, Cheerland Entertainment Organization, Filmstiftung Nordrhein-Westfalen, Rouge Entertainment Group, The Australian Film Commission et Zero West Filmproduktion
- Distribution : 3Rosen (Allemagne), Metropolitan FilmExport (France), Dendy Films (Australie)
- Durée : 114 minutes
- Format : couleur
- Pays d'origine :  Australie,  Chine,  Allemagne
- Dates de sortie :
  -  Allemagne : 8 février 2008
  -  Chine : 3 avril 2008
  -  Australie : 29 mai 2008
  -  France : 11 juin 2008

## Distribution
- Jonathan Rhys-Meyers (VF : Pierre Tessier) : George Hogg
- Michelle Yeoh (VF : Déborah Perret) : Mme Wang
- Chow Yun-fat (VF : Omar Yami) : Chen Hansheng
- Radha Mitchell (VF : Rafaèle Moutier) : Lee Pearson
- David Wenham : M. Barnes
- Li Guang : Shi-Kai
- Lin Ji : le cavalier
- Matthew Walker : un pêcheur
- Anastasia Kolpakova : Duschka
- Ping Su : Eddie Wei
- Imai Hideaki : un officier japonais
- Sciichiro Hashimoto : un officier japonais
- Xing Mang : un jeune communiste
- Ruixiang Zhu : un officier japonais
- Yuelong Fang : Rou Ding
- Shimin Sun : Yu Lin

## Production
Le tournage a lieu de novembre 2006 à février 2007. Il se déroule à Melbourne, en Chine (Shanghai, Zhejiang, Gansu - notamment Dunhuang).